# Víctor Zurita Soler
Víctor Zurita Soler (San Cristóbal de La Laguna, Tenerife, 31 de julio de 1891 - Santa Cruz de Tenerife, 1974) fue un periodista español.

## Reseña biográfica
Víctor Zurita Soler nació el 31 de julio de 1891 en San Cristóbal de La Laguna (Tenerife), en la casa que hoy es sede del Ateneo de La Laguna y que lleva una placa en su homenaje. Su padre, Amado Zurita Colet, había llegado a la isla desde Aragón como telegrafista, y siguiendo sus pasos Víctor Zurita con quince años y el bachiller recién terminado viaja a Barcelona para opositar al Cuerpo de Telégrafos.
Tras obtener su plaza se matriculó en la Escuela de Telecomunicación de Madrid y al terminar sus estudios regresó a Tenerife para desempeñar el cargo de jefe del centro telegráfico de Granadilla de Abona hasta su traslado definitivo a la central en Santa Cruz de Tenerife, donde permaneció destinado hasta su jubilación.
Su verdadera afición era el periodismo que simultaneó toda su vida con su trabajo remunerado en Telégrafos. Comenzó su andadura periodística en el periódico El Progreso pero también en sus primeros años fundó el semanario El Campo y colaboró en otras muchas publicaciones periódicas: El Sol, La Esfera, Blanco y Negro, Mundo Gráfico y Avante.
En 1927 junto con Matías Real y con la colaboración fundamental de Francisco Martínez Viera, fundó el diario La Tarde que dirigió hasta su fallecimiento y que fue la obra más importante de su vida y a la que dedicó su mayores esfuerzos. 
Víctor Zurita falleció en 1974 y sus restos reposan en el Panteón de Hombres Ilustres del cementerio de Santa Cruz de Tenerife.

## Publicaciones
- El inglés argentino [1925?]. Santa Cruz de Tenerife: La Prensa.
- En Tenerife planeó Franco el Movimiento Nacionalista: (anécdotas y escenas de la estancia del Generalísimo en Canarias y su salida para Tetuán). (1937). Santa Cruz de Tenerife : [El Productor].[3]

## Distinciones
- Periodista de honor por la Federación de Asociaciones de la Prensa de España
- Encomienda al Mérito civil
- Medalla de Oro de la ciudad de Santa Cruz de Tenerife
- Socio de honor de la Asociación de la Prensa de Santa cruz de Tenerife